# Lewis Point
Der Lewis Point ist eine durch Felsvorsprünge an der Nordseite gekennzeichnete Landspitze an der Wilkins-Küste des Palmerlands auf der Antarktischen Halbinsel. Er wird von einem 510 m hohen Eisdom überragt und liegt auf der Südseite des Mündungsgebiets des Anthony-Gletschers ins Weddell-Meer.
Luftaufnahmen entstanden bei der United States Antarctic Service Expedition (1939–1941) sowie 1947 bei der US-amerikanischen Ronne Antarctic Research Expedition (1947–1948). Der Expeditionsleiter Finn Ronne benannte das Kap nach Richard L. Lewis vom United States Army Quartermaster Corps im texanischen Austin, das die Forschungsreise mit Ausrüstung und Bekleidung zu Testzwecken ausgestattet hatte.